# Buczynowe Czuby
Buczynowe Czuby (niem. Buchentalhöcker, słow. Bučinové čuby, węg. Bükk-völgyi-tara) – grzebień ostrych turniczek (najwyższa ma ok. 2125 m) w długiej wschodniej grani Świnicy w polskich Tatrach Wysokich, w grupie Buczynowych Turni. Buczynowe Czuby znajdują się pomiędzy Orlą Basztą (rozdziela je Buczynowy Karb i Pościel Jasińskiego) a Przełęczą Nowickiego. Jest to postrzępiony odcinek grani o długości kilkudziesięciu metrów. Najwybitniejsza turniczka położona jest w środkowej części tego odcinka. Turniczka po jej wschodniej stronie tworzy opadającą do Pańszczycy grzędę o szerokości około 100 m w dole i wysokości około 200 m. W linii spadku najwyższej turni znajduje się szeroki żleb, górą rozgałęziający się na kilka ramion. Południowe, trawiasto-skaliste zbocza o wysokości około 120 m opadają do Dolinki Buczynowej.
Pierwszego przejścia grani dokonali zimą bracia Jan Sokołowski i Stanisław Sokołowski 8 kwietnia 1925 r., zaś latem – Zofia Galicówna i Marzena Skotnicówna 17 lipca 1929 r.
Trawersem poniżej grani prowadzi szlak Orlej Perci, przez jedno z siodełek między turniami przechodzi z jednej strony grani na drugą. Następnie trawersuje Buczynowe Turnie po północnej stronie i wchodzi w jedno z ramion żlebu. Przejście to ubezpieczone jest łańcuchami.

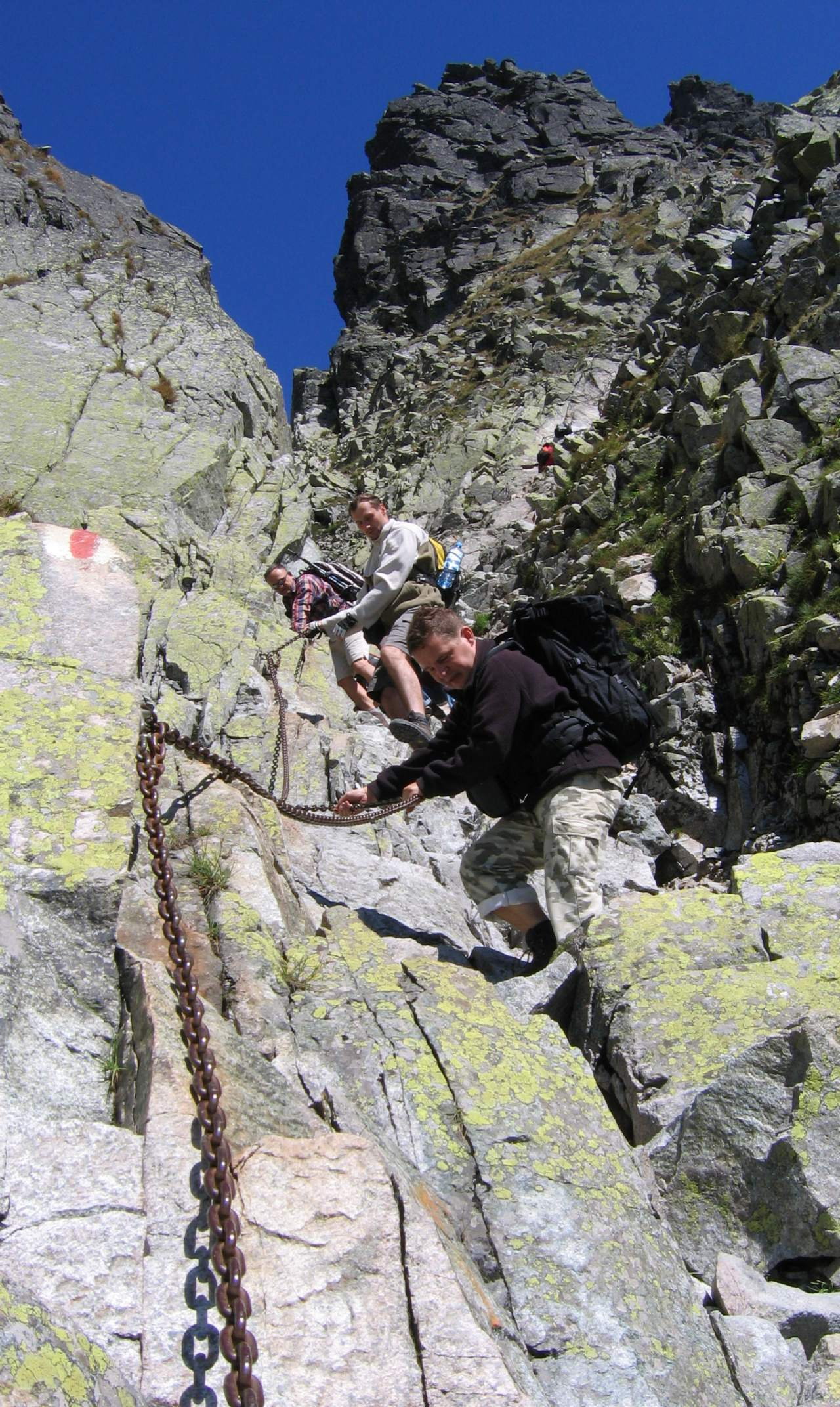
Zejście z Pościeli Jasińskiego na północną stronę Buczynowych Czub
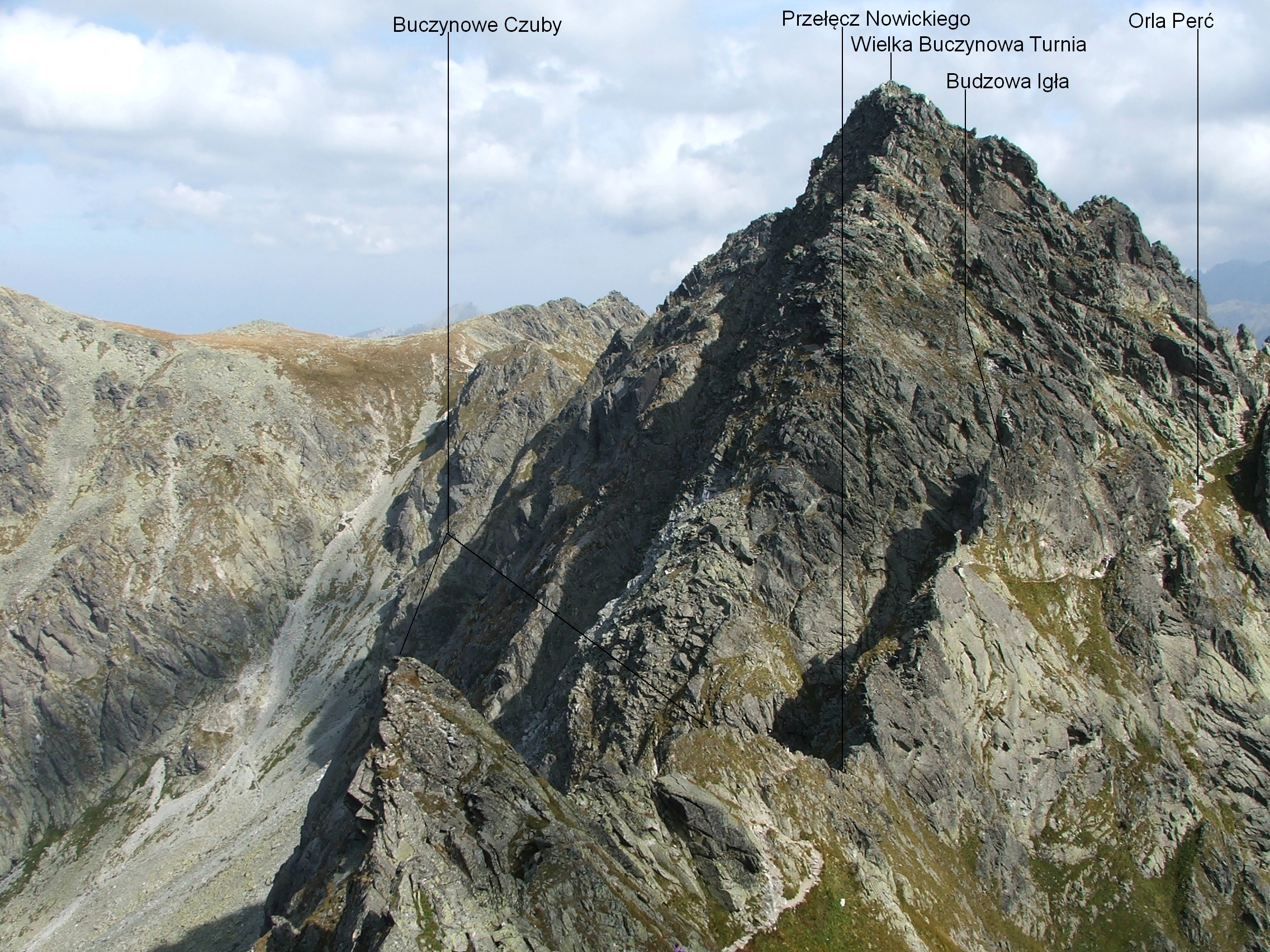
Widok z Orlej Baszty
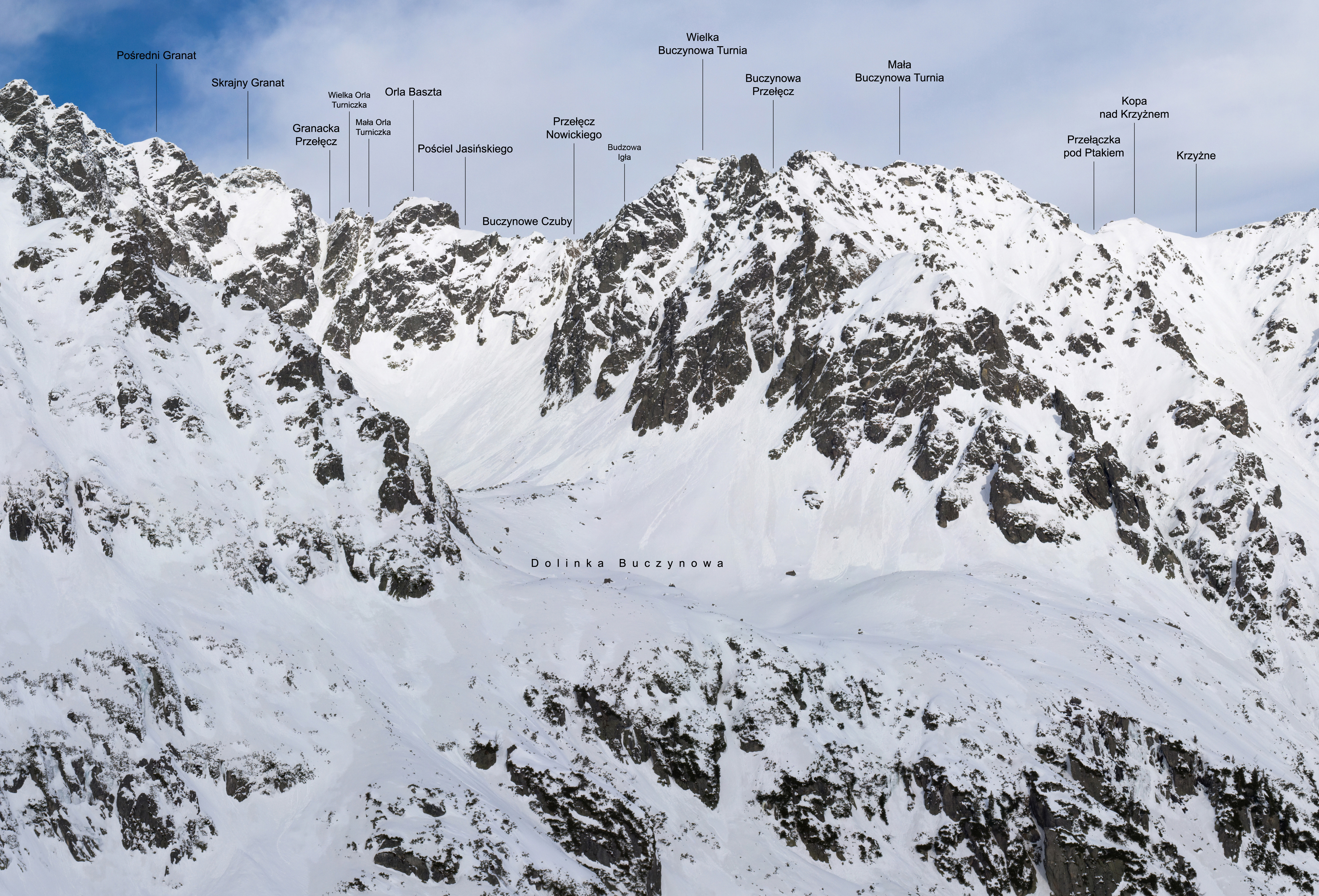
Buczynowe Czuby od południowego wschodu

## Szlaki turystyczne
– czerwony (Orla Perć) przebiegający granią główną z Zawratu przez Kozi Wierch, Granaty i Buczynowe Turnie na Krzyżne.
- Czas przejścia z Zawratu na Krzyżne: 6:40 h
- Czas przejścia z Krzyżnego na Kozi Wierch (część Zawrat – Kozi Wierch jest jednokierunkowa!): 3:35 h

## Taternictwo
Rejon Buczynowych Czub dopuszczony jest do uprawiania wspinaczki skalnej, ale tylko od strony Dolinki Buczynowej. Jest tutaj kilka dróg wspinaczkowych:
- Granią z Pościeli Jasińskiego na Przełęcz Nowickiego; II stopień trudności w skali tatrzańskiej, czas przejścia 45 min[3].
- Północną depresją; III, 45 min,
- Północną ścianą wprost na główny wierzchołek,
- Północną depresją i górną częścią grzędy; 0, 30 min[3].